# Võ Tá Quế
Võ Tá Quế (sinh 1960) là sĩ quan cấp cao trong Quân đội nhân dân Việt Nam, hàm Thiếu tướng, nguyên Phó Chủ nhiệm Tổng cục Kỹ thuật.

## Tiểu sử
Ông sinh tháng 6 năm 1960 tại Lộc Hà, Hà Tĩnh. Nhập ngũ 8/1978.
Từ tháng 8 năm 1978 đến tháng 12 năm 1978, chiến sĩ thuộc Sư đoàn 370
Từ tháng 01 năm 1979 đến tháng 9 năm 1980, ông học tại Trường Trung cấp Kỹ thuật Phòng không-Không quân.
Từ tháng 10 năm 1980 đến tháng 8 năm 1981, công tác tại Trường Sĩ quan chỉ huy kỹ thuật Không quân
Từ tháng 9 năm 1981 đến tháng 8 năm 1983, đào tạo sĩ quan và giáo viên tại Trường Sĩ quan chỉ huy kỹ thuật Không quân
Từ tháng 9 năm 1983 đến năm 1988, ông học tại Học viên GiucopSki
Từ năm 1988 đến năm 1990, Trợ lý kỹ thuật Nhà máy 41, Cục Kỹ thuật, Quân chủng Phòng không - Không quân
Từ năm 1990 đến năm 1995, Quản đốc phân xưởng sửa chữa, Nhà máy 41, Cục Kỹ thuật, Quân chủng Phòng không - Không quân
Từ năm 1995 đến năm 2000, nghiên cứu sinh Trung tâm Khoa học và Công nghệ Quân sự
Từ năm 2000 đến năm 2001, Trạm trưởng Trạm kiểm thử, Nhà máy 41, Cục Kỹ thuật, Quân chủng Phòng không - Không quân
Từ năm 2001 đến năm 2003, Phó Giám đốc Nhà máy 41, Cục Kỹ thuật, Quân chủng Phòng không - Không quân
Từ năm 2003 đến năm 2013, Giám đốc Nhà máy 41, Cục Kỹ thuật, Quân chủng Phòng không - Không quân
Từ năm 2013 đến năm 2016, Chủ nhiệm Kỹ thuật, Quân chủng Phòng không-Không quân
Tháng 5 năm 2016, ông được bổ nhiệm giữ chức Phó Chủ nhiệm Tổng cục Kỹ thuật.
Tháng 7 năm 2020, ông nghỉ chờ hưu
Thiếu tướng (12.2016)